# Trochosa charmina
Trochosa charmina este o specie de păianjeni din genul Trochosa, familia Lycosidae. A fost descrisă pentru prima dată de Strand, 1916.
Este endemică în Camerun. Conform Catalogue of Life specia Trochosa charmina nu are subspecii cunoscute.